# كايل أورتن
كايل أورتن (بالإنجليزية: Kyle Orton)‏ هو لاعب كرة قدم أمريكية أمريكي، ولد في 14 نوفمبر 1982 في ألتونا في الولايات المتحدة.

## وصلات خارجية
- كايل أورتن على موقع مرجع كرة القدم المحترفة.كوم (الإنجليزية)